# Guy Trouveroy

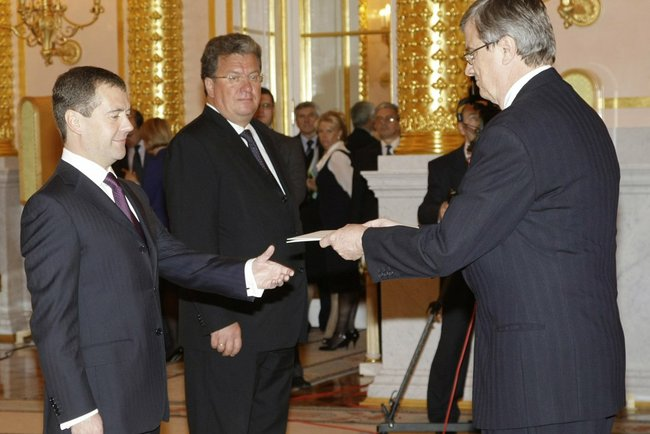
Guy Trouveroy met Russisch president Dmitri Medvedev (2009)

Guy Trouveroy is een Belgisch voormalig diplomaat.

## Levensloop
Guy Trouveroy studeerde rechten aan de Université catholique de Louvain.
Hij trad in 1977 in dienst bij Buitenlandse Zaken. Hij was achtereenvolgens op post als cultureel attaché in Bonn (1979-1980), tweede secretaris in Damascus (1980-1983), eerste secretaris bij de permanente vertegenwoordiging bij de Verenigde Naties in New York (1983-1988), politiek adviseur in Peking (1988-1992) en consul-generaal in Los Angeles (1992-1996). Vervolgens was hij directeur van de Asia-Pacific Service (1996-1999) van Buitenlandse Zaken.
Trouveroy was ambassadeur in New Delhi, geaccrediteerd bij India, Nepal, Sri Lanka en de Maldiven (1999-2003), en in Caïro, geaccrediteerd bij Egypte en Soedan (2003-2006). Van 2006 tot 2009 was Trouveroy directeur van de Afrika Service van Buitenlandse Zaken. Vervolgens was hij ambassadeur in Moskou, geaccrediteerd bij Rusland, Wit-Rusland, Armenië en Oezbekistan (2009-2014) en Londen (2014-2017). Hij sloot zijn carrière bij Buitenlandse Zaken af als inspecteur van diplomatieke posten.